# Lamento: Beyond the Void
Lamento: Beyond the Void (ラメント・ビヨンド・ザ・ヴォイド lit. Lamento: Más allá del vacío?), estilizada como Lamento -BEYOND THE VOID-, es una novela visual japonesa de género yaoi desarrollada por Nitro+Chiral. Fue lanzada el 27 de octubre de 2006; una versión en formato CD-ROM fue lanzada el 10 de noviembre del mismo año. La palabra Lamento deriva del latín y significa "dolor".

## Argumento
El juego se desarrolla en un mundo ficticio habitado por los Ribika, una raza de seres humanoides con rasgos gatunos, entre los que se destacan la presencia de orejas y colas de gato. El mundo ha caído en tiempos oscuros; un vacío misterioso ha hecho que algunos lugares (e incluso animales) sean imposibles de tocar, lo que ha provocado una gran escasez de alimentos. También se ha propagado una extraña y mortal enfermedad que ha acabado con un vasto porcentaje de la población femenina de los ribika.
El protagonista, Konoe, lleva una miserable y solitaria vida en medio de este caos, apenas subsistiendo en una aldea aislada y hambrienta que se ha volcado al canibalismo. La historia inicia con Konoe en dicha aldea, Karou, donde pronto comienza a sufrir de horribles sueños y extrañas marcas aparecen en su cuerpo. Creyendo que se trataba de una maldición, Konoe emprende su camino a la gran ciudad de Ransen en un intento de sanar su cuerpo.

## Personajes
Konoe (コノエ?)
Voz por: Kazutoshi Hatano
El personaje principal, un joven solitario e introvertido que se encuentra a sí mismo siendo víctima de una maldición. Su padre falleció antes de que naciera y su madre murió de una enfermedad cuando era muy joven, por lo que ha vivido solo desde entonces. Con una gran desconfianza hacia los demás habitantes de su aldea, quienes se han volcado al canibalismo, Konoe se ha recluido de estos y solo tiene un amigo, Tokino, un comerciante ambulante de la ciudad de Ransen. Cuando marcas de una extraña maldición comienzan a aparecer misteriosamente en su cuerpo, abandona Kaoru y viaja a Ransen en un intento de obtener respuestas. Konoe, aunque de forma involuntaria, también tiene la capacidad de simpatizar con los corazones de otros. Dependiendo de las elecciones del jugador, Konoe puede iniciar una relación con Rai, Asato o Bardo.
Rai (ライ?)
Voz por: Toshiyuki Morikawa

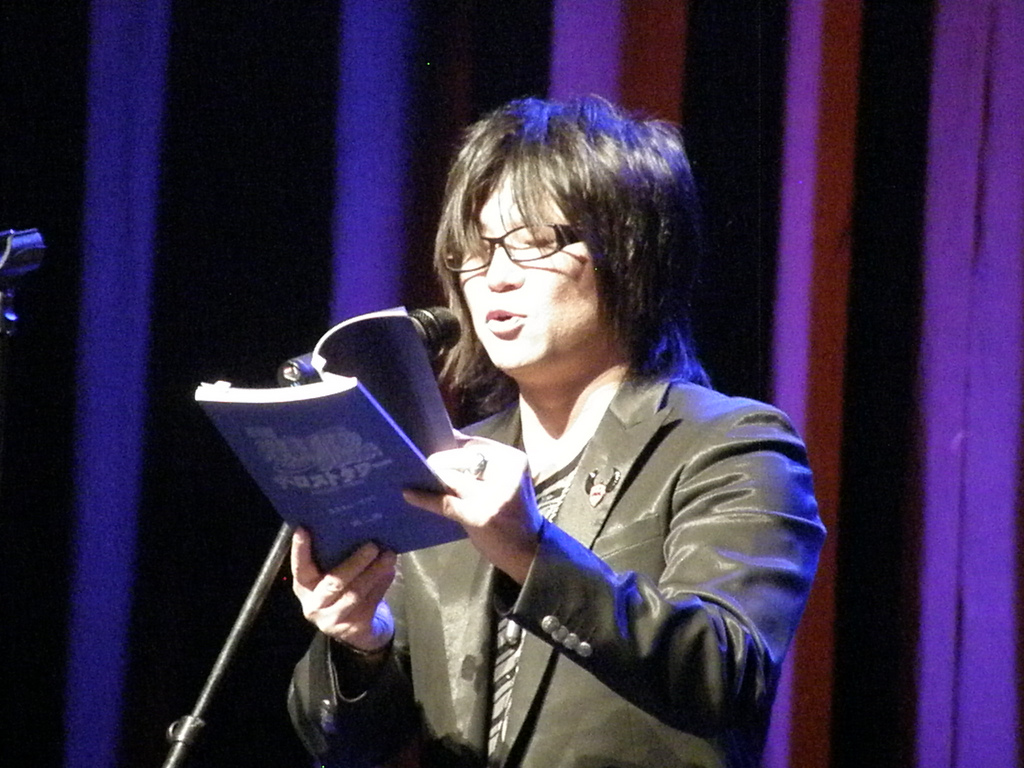
El seiyū Toshiyuki Morikawa, quien da voz al personaje de Rai.

Un hábil cazador de recompensas proveniente de la aldea de Setsura. Caracterizado por su largo cabello blanco y un parche en el ojo, Rai  es dueño de una actitud fría, severa y arrogante, viéndose así mismo alguien superior. También tiende a llamar a todos los que conoce bajo el calificativo de "baka neko" (gato idiota). Iniciará una relación con Konoe dependiendo de las elecciones del jugador, dándose así a conocer el abuso y negligencia que sufrió en su infancia, así como también las inseguridades y confusión que siente sobre los sentimientos que comienza a desarrollar por Konoe. 
Asato (アサト?)
Voz por: Wataru Hatano
Un guerrero marginado de mente simple proveniente de la aldea de Kira, de piel oscura y pelaje negro. Asato es extremadamente torpe a nivel social y tiene dificultades lidiando con multitudes, además de tener una forma de hablar muy simple, casi infantil. A pesar de su incomodidad, es extremadamente leal hacia Konoe y le protegerá sin importar qué. A medida que avanza su historia, se revela que su padre es Kaltz.
Bardo (バルド?)
Voz por: Kenji Nomura
Es el dueño de una posada en Ransen, caracterizado por ser el mayor y más sabio de los personajes principales. Normalmente se le ve con una actitud alegre y es bueno cocinando para los huéspedes de su posada. Más adelante, se revela que es un ex-cazador de recompensas y solía ser el mentor de Rai cuando este era niño, aunque actualmente su relación con este es tensa. Se siente extremadamente culpable por no poder salvar a los padres de Rai y por alejarlo de él involuntariamente.
Leaks (リークス?)
Voz por: Yasunori Matsumoto
Es el principal antagonista de la historia, un misterioso hechicero que siempre ha preferiro vivir aislado, estudiando magia día y noche. A lo largo de los años, se han extendido rumores sobre Leaks, siendo lo más conocidos que ha incursionado en la magia oscura y vive en un lugar profundo y escondido del bosque. Más adelante, se revela que es el responsable de la decadencia del mundo y de la maldición de Konoe, teniendo un pasado secreto con el padre de este, Shui.
Razel (ラゼル Razeru?)
Voz por: Hiroki Yasumoto
Es el demonio de la ira. A pesar de su título, en realidad suele ser un individuo tranquilo y sereno. Los demás siempre escuchan lo que tiene que decir, incluso los otros demonios, y aunque Razel se considera a sí mismo como alguien superior a los ribika, muestra una extraña benevolencia al tratar con estos. Su elemento es el fuego.
Kaltz (カルツ Karutsu?)
Voz por: Tōru Ōkawa
Es el demonio del dolor, un individuo melancólico e indiferente. Contrariamente a sus compañeros demonios, muestra simpatía por los ribika y Konoe. Más adelante, se revela que es el padre de Asato y que originalmente solía ser un ribika, convirtiéndose en un demonio tras su muerte. Se muestra bastante desinteresado sobre los asuntos de Leaks y el Vacío, y continuamente se encuentra sumergido en un estado de melancolía. Su elemento es el hielo.
Verg (ヴェルグ Vuerugu?)
Voz por: Hikaru Hanada
Es el demonio del placer. Intimidante y brusco, se deleita con el poder que ejerce sobre los más débiles y disfruta dominar física y psicológicamente a los demás. Verg tiene poco respeto por el espacio personal de otros y considera a los ribika como seres inferiores, además de tenerles desdén. Se revela que en el pasado solía ser humano y sufrió de una infancia problemática. Verg muestra cierto interés romántico hacia Kaltz, quien lo ignora la mayor parte del tiempo. Su elemento es el rayo.
Froud (フラウド Furaudo?)
Voz por: Akira Sasanuma
Es el demonio de la alegría. Al igual que Verg, solía ser humano y es dueño de una personalidad alegre e infantil, sin embargo, debajo de esta fachada oculta una faceta traicionera, astuta y desequilibrada. A pesar de aparentar ser alguien jovial y sencillo, muestra una cara completamente diferente cuando se encuentra solo con Rai, a quien le gusta enfurecer. Su elemento es el viento.
Shui (シュイ?)
Voz por: Shigeru Nakahara
Primeramente presentado en el juego como "el poeta", es el fallecido padre de Konoe. A pesar de haber sido asesinado dieciocho años atrás, su espíritu aún continúa vagando y buscando reparar lo que siente que ha sido su culpa y proteger a su hijo. También trata desesperadamente de convencer a Leaks de sus verdaderos sentimientos hacia él, dando a entender una relación de naturaleza romántica entre ambos.
Tokino (トキノ?)
Voz por: Takahiro Mizushima
Es el mejor y único amigo de Konoe. Tokino es un comerciante ambulante de Ransen, quien viaja para vender sus productos. Ocasionalmente visita a Konoe en Kaoru, siendo el único en quien este confiaba. Su madre falleció poco después de su nacimiento y trabaja en la tienda con su padre.
Firi (フィリ?)
Voz por: Makoto Naruse
Sirviente y sanga de Leaks. Extremadamente leal y devoto a Leaks, hará cualquier cosa por su amo, incluso si eso significa sacrificar su propia vida. Le gusta burlarse de los demás y hacerles saber que Leaks siempre tiene el control. 
Kil (キル Kiru?) y Ul (ウル Uru?)
Voz por: Makoto Yasumura (Kil) y Yūichi Nakamura (Ul)
Son un par de hermanos gemelos al servicio de Leaks. Ambos luchan juntos, siendo Kil el touga y Ul el sanga.

## Terminología
- Sisa (しさ?)

Es el escenario principal de la historia, un mundo ficticio caracterizado por la ausencia de un Sol y teniendo en su lugar dos lunas (una de ellas actúa como reemplazo del Sol). Se da a entender que los humanos existieron en el pasado y que son antepasados de los ribika, insinuando que Sisa en un mundo post-apocalíptico.
- Ribika (りびか?)

Es la raza que habita Sisa. Poseen una apariencia humana, siendo la única excepción la presencia de orejas y colas de gato, así como también la incorporación de algunos rasgos de comportamiento típico felino. 
- Demonio (悪魔 Akuma?)

Son una raza secundaria de Sisa, caracterizados por la presencia de cuernos, colas y poderes sobrenaturales. No está claro si son una raza como tal, puesto que tres de los cuatro demonios conocidos en la serie solían ser humanos o ribika antes convertirse en demonios. Razel es el único cuyo pasado no se conoce.
- Sanga (さんが?)

Son ribikas que nacen con la habilidad de componer e interpretar canciones misteriosas que ayudan y otorgan fuerza a los touga en la batalla. Konoe, Firi, Shui y Ul son los únicos sanga conocidos.
- Touga (とが?)

Son la contraparte de los sanga, ribikas que han sido entrenados en el arte de la lucha y desempeñan el rol del luchador durante las batallas. Rai, Asato, Bardo, Leaks y Kil son algunos de los touga conocidos.
- Vacío (ヴォイド?)

El Vacío es uno de los dos misteriosos fenómenos que afectan al mundo de Sisa, siendo el otro "la enfermedad". El Vacío comenzó a aparecer alrededor de la fecha de nacimiento de Konoe y, a pesar de no ser visible, sus efectos dañan físicamente a los ribika y afectan a los bosques. Después de haber sido infectados, los bosques "rechazan" a los ribika, privando a estos de tocar plantas e incluso animales. Este rechazo generalmente deja un doloroso corte en dicho individuo. Más adelante, se revela que el creador del Vacío es Leaks.
- La Enfermedad (病気?)

Es una enfermedad que afecta a los ribika, en su mayoría a la población femenina. Se caracteriza por la aparición de fiebre alta, seguido de la desaparición inexplicable de partes del cuerpo. Se dice que consume a la víctima infectada hasta la muerte y las partes desaparecen por arte de magia. Su creador es Leaks.

## Media

### Música
Un CD recopilatorio titulado The World Devoid of Emotion, el cual incluye las canciones y banda sonora original usadas en la novela visual, fue lanzado el 24 de noviembre de 2006.